# Evans Head
Evans Head ist eine Stadt im Richmond Valley Council in New South Wales, Australien. Bei der Volkszählung 2021 lebten 2894 Menschen in Evans Head. Die Stadt liegt 726 Kilometer nördlich von Sydney und elf Kilometer östlich von Woodburn am Pazifik.
Der Pacific Highway verläuft westlich des Orts bei Woodburn. Der Evans Head Memorial Aerodrome ist im Heritage Register eingetragen.

## Geschichte
Evans Head liegt auf dem traditionellen Land des Bandjalang-Clans der Bundjalung-Völker.
Evans Head wurde nach einem Marinevermesser, Lt Evans, RN, benannt, der die erste marine Vermessung der Küste in dieser Gegend durchführte.
Die Evans Head Air Weapons Range befindet sich entlang der Küste südlich der Stadt. Sie wird seit dem 13. Juli 1949 von der Royal Australian Air Force genutzt.

## Native Title
Ende April 2021 tagte das Federal Court of Australia in Evans Head, wo eine Entscheidung über das Native Title für 7,2 Quadratkilometer Land getroffen wurde, das aus 52 getrennten Landflächen besteht. Der Antrag wurde 1996 eingereicht, und die erste Entscheidung wurde 2013 getroffen. Das Land umfasst einen Bora-Ring, der in der Nähe von Coraki von großer kultureller Bedeutung ist.